# Válor
Válor es una localidad y municipio español perteneciente a la provincia de Granada, en la comunidad autónoma de Andalucía. Está situado en la parte nororiental de la comarca de la Alpujarra Granadina. Limita con los municipios de Lanteira, Aldeire, Nevada, Ugíjar y Alpujarra de la Sierra. El ayuntamiento valoreño está formado por los núcleos de Válor, Mecina Alfahar y Nechite, desde 1940. Gran parte de su término municipal se encuentra en el parque nacional de Sierra Nevada.
En 1990, acogió la IX edición del Festival de Música Tradicional de la Alpujarra.

## Historia
Aunque los yacimientos arqueológicos permiten suponer asentamientos humanos en este lugar desde la Edad del Bronce y hay vestigios también de la época romana, lo cierto es que Válor nace como núcleo de población en la época de la dominación islámica y conserva casi totalmente su fisonomía de entonces, con calles estrechas y casas típicamente alpujarreñas. Tuvo su momento de esplendor en el período musulmán, cuando toda la Alpujarra era un importante emporio agrícola especializado en la producción de seda. Durante el período nazarí perteneció a la Taha de Juviles.
Después de la conquista de Granada, los Reyes Católicos concedieron el señorío de Los Válores a Don Hernando de Córdoba, abuelo de Aben Humeya, de la familia de "Los Hernandos", que fijó su residencia en “Válor el Alto” y añadió el nombre de Válor a su apellido, pasando a llamarse Hernando de Válor y Córdoba, y su familia “Los Valoríes”.
En Válor nació Don Fernando de Válor y Córdoba que, tomando el nombre de Abén Humeya (Muhammad ibn Umayya), se levantó en armas contra Felipe II, provocando una revuelta general entre los moriscos de todo el reino de Granada. Disensiones internas entre los propios moriscos que, en 1569, dieron muerte a Abén Humeya, permitieron que Don Juan de Austria acabara pronto con el levantamiento. Los moriscos serían definitivamente expulsados en 1609, y la villa fue repoblada con colonos procedentes de Jaén.

### Título de Villa
Válor goza desde 1902 del título de Villa, que le concedió Alfonso XIII por el aumento de población y desarrollo de la agricultura en el municipio.

## Demografía
Válor cuenta con una población de 660 habitantes (INE 2024).
| Gráfica de evolución demográfica de Válor entre 1842 y 2021 |
| |
| Población de derecho según los censos de población del INE Población de hecho según los censos de población del INEEn 1943 crece el término del municipio porque incorpora a Mecina Alfahar y Nechite |

## Economía

### Evolución de la deuda viva municipal
| Gráfica de evolución de Deuda viva del Ayuntamiento de Válor entre 2008 y 2019                                |
| |
| Deuda viva del Ayuntamiento de Válor en miles de Euros según datos del Ministerio de Hacienda y Ad. Públicas. |

## Política local

### Elecciones municipales
Los resultados en Válor de las elecciones municipales celebradas en mayo de 2023, son:
| Elecciones Municipales - Válor (2023) | Elecciones Municipales - Válor (2023)    | Elecciones Municipales - Válor (2023) | Elecciones Municipales - Válor (2023) | Elecciones Municipales - Válor (2023) |
| Partido político                      | Partido político                         | Votos                                 | Votos                                 | Concejales                            |
| ------------------------------------- | ---------------------------------------- | ------------------------------------- | ------------------------------------- | ------------------------------------- |
|                                       | Partido Popular (PP)                     | 227                                   | 51,01 %                               | 4                                     |
|                                       | Partido Socialista Obrero Español (PSOE) | 211                                   | 47,41 %                               | 3                                     |

## Cultura

### Patrimonio y monumentos

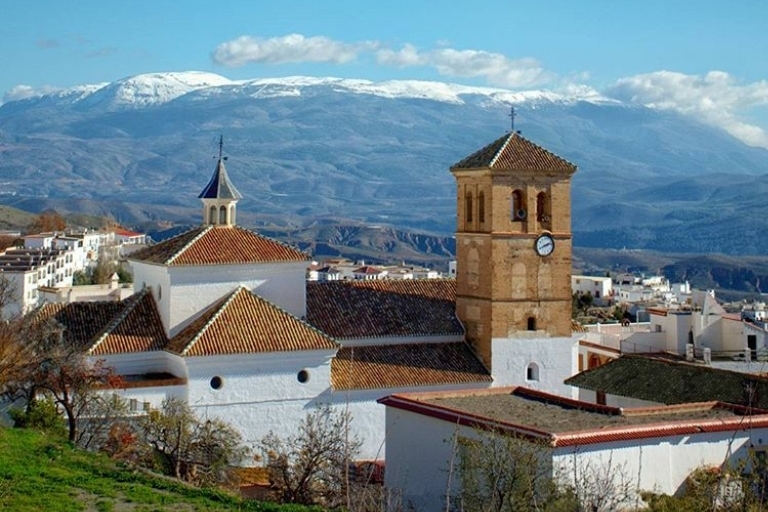
Vista de la iglesia parroquial.

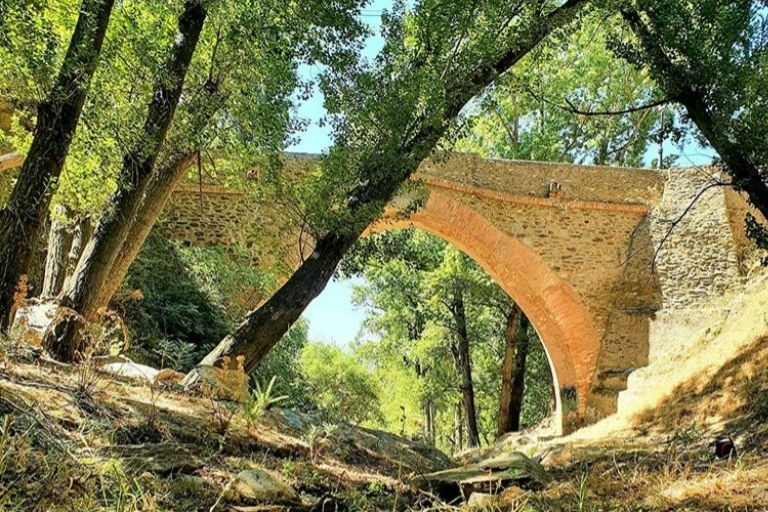
Puente de la Tableta.

- Iglesia parroquial (siglo XVI). Dispone de un interesante artesonado de estilo mudéjar, así como de la magnífica imagen barroca del Santo Cristo de la Yedra y una Inmaculada de la escuela de Alonso Cano.
- Ermita de Nuestra Señora de Lourdes.
- Fuente de la plaza de la Iglesia (año 1797).
- Puente andalusí de la Tableta.

### Festividades
- Fiestas de Moros y Cristianos : Coinciden con las fiestas patronales, en honor del Santo Cristo de la Yedra (Patrón de la Alpujarra) y se celebran en el mes de septiembre, del 12 al 15. Son las fiestas más populares de la comarca, no solo por su colorido sino por el derroche de pólvora que se realiza durante la representación.

La fiesta tiene su origen en el siglo XVI en las milicias civiles, conocidas entonces como ”soldadezcas”, que tenían como objeto la protección de la población ante la posible llegada de los “moros”. No obstante el texto actual es del siglo XIX, está atribuido a la poetisa granadina Enriqueta Lozano, y sus papeles se han transmitido tradicionalmente de generación en generación dentro de una misma familia.
- Junto con la representación de Moros y Cristianos, la procesión del Santo Cristo de La Yedra (14 de septiembre) es el acto central de las fiestas, a la que acuden fieles de toda la comarca, y que es además muy conocida por la ingente cantidad de pólvora que se derrocha durante el recorrido.
- No menos importancia tiene para los habitantes de Válor es la tradicional “Bajada del Cristo” que se realiza el día 13 y que es una auténtica muestra de fervor de los lugareños hacia su patrón.
- Semana cultural: con fecha variable entre los meses de junio y julio. Esta fiesta se ha convertido en los últimos años en un referente de la actividad cultural del municipio, en ella se realizan múltiples actuaciones teatrales con actores aficionados del lugar, talleres, actuaciones musicales, exposiciones y un largo etcétera de actividades de carácter cultural y festivo.
- Baile de Ánimas: el 25 de diciembre, se celebra desde la fundación de la Hermandad del Santo Cristo en el siglo XVI. Los mayordomos, acompañados de músicos del pueblo con guitarras y bandurrias, recorren el pueblo casa por casa, pidiendo aguinaldos para las fiestas del próximo verano. Los vecinos, a su vez, ofrecen a los componentes del pasacalle, la tradicional bandeja de dulces y una copa para reparar fuerzas. Antiguamente la comitiva iba acompañada de animales de carga para recoger los productos agrícolas que los vecinos les entregaban.
- Carnaval, con fecha variable.
- Desde hace unos años se está recuperando la tradición, casi perdida, de acudir los días de Santiago Apóstol (25 de julio) y Virgen de la Asunción (15 de agosto) al paraje de Cuesta Viñas a pasar un día de fiesta en el campo.